# 范尋
范尋（？—？），扶南國王，活躍時間大約於東漢年間。原為扶南大將。
范旃謀朝篡位，奪去其舅父范蔓的王權約二十年之後，范蔓流落民間之幼兒范長二十歲時結集扶南壯士將范旃殺死。但最後范長亦被范尋殺死，並自立為王。
范尋在位後一改國家風氣，起樓台玩樂。國法內並無牢獄，被告要先齋戒三日，然後燒紅斧頭並着令原告舉着斧頭行七步，及將金鐶、雞蛋放入沸湯中着原告取出，如果原告手爛即代表是沒有根據地捏造事實。范尋亦在城溝中飼養鱷魚及城門外圈養老虎，如果被告被判有罪或如果不能判斷被告是否有罪，被告將被放置在城溝或城門外與鱷魚老虎同住三日，若果被告不被鱷魚老虎所食即代表被告無罪，可即時釋放。另外飼養鱷魚亦用作保衛王宮。